# Populationnisme
Le populationnisme est une doctrine politico-sociale, favorable à l'accroissement de la population d'un territoire ou d'un État par la natalité et/ou l'immigration. Quand elle vise l'accroissement de la population uniquement par la natalité, elle est nommée natalisme. Elle est le plus souvent opposée au malthusianisme. 

## Histoire
Quand il s'est agi de l'organisation politique des cités et États, les penseurs et philosophes, soucieux de l'équilibre du nombre de producteurs et de consommateurs, adoptèrent en général des attitudes plus nuancées que les politiques, sensibles à la puissance que donne le nombre de soldats et de cultivateurs. Les grands empires de l'Antiquité étaient populationnistes, mais procédaient par conquêtes plutôt que par croissance interne. À la Renaissance, les États nationaux en formation eurent aussi une attitude populationniste, y compris pour leurs colonies, et acceptaient toutes les formes de migrations pour peupler les régions qu'il fallait mettre en valeur. Le mot de Jean Bodin « Il n'est de richesses que d'hommes » est plus représentatif de la pensée des princes de l'époque que de l'auteur lui-même, plus intéressé, comme son contradicteur Machiavel, aux questions de politique que de population.
Une forte population eut la faveur des mercantilistes, qui y voyaient le moyen d'encourager la production et les exportations, donc l'afflux d'or. Colbert légiféra en ce sens, en dotant de faveurs fiscales les mariages, la procréation, l'immigration, y compris forcée pour les colonies, et en tentant de restreindre le nombre de clercs voués au célibat. Plus modérés, Vauban et Fénelon considérèrent l'accroissement de la population comme un signe de bonne politique, et non comme un but en soi. 
Au siècle des Lumières, cette attitude prévalut, avec des variantes nombreuses. Le souci de lutter contre le célibat ecclésiastique justifia souvent des arguments populationnistes, de même que la critique du système politique accrédita longtemps l'idée d'une dépopulation de la France, propagée par Montesquieu. Ni Cantillon ni Condillac ne mirent la population au centre de leurs préoccupations, mais ils étaient favorables au développement d'une population aussi considérable que ce que la production nationale d'un État peut entretenir dans l'aisance. Les physiocrates s'opposèrent aux thèses populationnistes, les richesses étant motrices et relativement indépendantes de la population.
Avec Thomas Malthus s'accomplit la séparation des préoccupations démographiques et économiques, si bien que le populationnisme ne reparut que comme doctrine morale, pour faire pièce à la laïcisation montante, et à un certain féminisme, et surtout comme doctrine politique, associée au nationalisme, voire à l'impérialisme. En France, la rivalité avec l'Allemagne créa un important courant populationniste, plus favorable à la natalité qu'à l'immigration, sauf après l'hécatombe de 1914-1918, quand l'idée se répandit d'accueillir des populations « assimilables » pour combler les brèches de la pyramide des âges. Encore aujourd'hui la France est sensiblement plus populationniste que ses voisins et partenaires, encore que les thèses natalistes d'un Michel Debré aient souvent fait sourire. En 2005, la Commission européenne publie un livre vert, qui met en évidence les problèmes que pourraient causer le vieillissement puis la diminution rapide (ou crash démographique) de la population européenne, dans le domaine du financement des retraites ou de la consommation.

## Natalisme
Le natalisme est une forme de populationnisme, qui s'attache à favoriser les naissances. De nombreux pays européens appliquent une politique nataliste, sous la forme d'allocations ou de réductions d'impôts en faveur des familles les plus nombreuses, ou bien par la prise en charge de certains couts liés à l'enfance (crèches subventionnées, allocations pour garde d'enfants, congés parentaux). Ces politiques natalistes sont souvent combinées à une politique restrictive en matière d'immigration.
Au contraire, plusieurs pays en développement confrontés à une natalité très forte mettent en œuvre des politiques visant à limiter cette natalité dans le cadre d'un contrôle des naissances.

### En France
Le début du mouvement nataliste en France est généralement fixé en 1896, année de fondation de l'Alliance nationale pour l'accroissement de la population française.

### Au Québec
Entre 1870 et 1920, le discours nataliste évolue au Québec, plus particulièrement chez les Canadiens-français.
La politique nataliste la plus connue, au Québec du XIXe siècle est la « loi Mercier » en vigueur de 1890 à 1905 par le gouvernement d’Honoré Mercier : elle vise à la fois à instaurer des mesures claires pour aider les familles nombreuses qu’à souligner leur contribution à la forte croissance naturelle des Canadiens-français. Elle consiste à donner une terre à ces familles. Avec cette loi, 5000 familles auront accès à 100 acres de terres publiques de la province de Québec concédées à chacune des familles ayant douze enfants vivants ou plus.
Parut en France en 1894, le livre La Nation canadienne, rédigé par Charles Gailly de Taurines, rend hommage à la prolifération considérée prestigieuse des Canadiens-français. Ce livre, cité en juillet 1905 par le père Charles Boutet dans la revue populaire L’album universel, un texte teinté de natalisme intitulé « Les familles patriarcales du Canada ».  Les familles canadiennes françaises nombreuses, les bénéfices de la Loi Mercier furent louangés et les concepts de famille et de nation furent reliés en attribuant une corrélation entre la taille des familles et la prospérité d’une nation. Ce titre encourage la fécondité élevée d’un peuple et a contribué à fournir la perception d’intentions revanchardes des Canadiens-français.
D’abord glorifié et perçu collectivement de façon optimiste, le début des années 1910 annonçait une transition vers un populationnisme empreint d’inquiétude de la part de l’élite canadienne-française envers le poids démographique des francophones catholiques vivant au Québec et au Canada. Bien que les catholiques Canadien-français avaient une forte fécondité, trois éléments créent de l’inquiétude : un taux de mortalité infantile dans les villes plus élevées que chez  les autres catholiques d’origine irlandaise, les protestants et les juifs. Ce débalancement alimente la peur des congrégations religieuses qui désirent davantage de canadiens-français dans la communauté.
D’autre part, on constate un nombre croissant de Canadien-français qui restent célibataires, alimentant la baisse du taux de nuptialité qui s’accompagne d’une baisse de fécondité car le mariage est lié à la formation d’une famille. Finalement, les deux penchants migratoires de la population du Québec que sont l’émigration des Canadien-français catholiques vers les villes manufacturières de la Nouvelle-Angleterre ainsi que les vagues d’immigration d’individus non francophones venant d’Europe alimentent l’inquiétude de l’élite canadienne-française quant au poids politique qu’ils détiennent face à l’élite canadienne-anglaise.
Un discours populationniste empreint de conservatisme social et du nationalisme de survivance, émerge durant la Première Guerre mondiale de 1914-1918, principalement par le clergé catholique, mais alimenté par d’autres intellectuels tels que la journaliste Madeleine Huguenin qui fera l’éloge de la maternité et des familles nombreuses dans sa chronique du journal La Bonne parole, en 1916.

#### Revanche des berceaux
L’angoisse de la dénatalité canadienne-française donne naissance à l’expression de « la Revanche des berceaux » au Québec. C’est le  titre du texte nataliste écrit par le jésuite Louis Lalande durant la Première Guerre mondiale. Il présente ses idées lors d’une conférence devant les Chevaliers de Colomb de Montréal en février 1918 et les publie de nouveau, dans la revue L’Action française. L’origine de cette expression ne semble pas confirmée, bien que popularisée par Louis Lalande. Selon le jésuite, l'expression serait née de journalistes anglophones qui, pendant la crise de la conscription de 1917-1918, ont répandu la rumeur qu’un complot jésuite envers les Canadiens anglophones était le résultat de la surnatalité des Canadiens francophones, dans un contexte socio-historique de friction constante entre les francophones catholiques et les anglophones protestants au Canada.

## Religion
L'ordre de Dieu à Noé « Croissez, multipliez et remplissez la terre » (Genèse 9,1), fondement du natalisme chrétien, témoigne d'une attitude fréquente dans de nombreuses religions et philosophies antiques, conjurant à l'origine le risque d'extinction des petits groupes qui formaient l'humanité primitive.